# Castelbottaccio
Castelbottaccio è un comune italiano di 222 abitanti della provincia di Campobasso in Molise. Sorge sulle colline situate alla sinistra del fiume Biferno, a 617 metri sul livello del mare.

## Geografia fisica

### Territorio
Castelbottaccio si erge su una collina alla sinistra idrografica del fiume Biferno, il più importante della provincia. Dal suo punto più alto, Colle Iannone (717 mt slm), è possibile scorgere il panorama circostante fino al territorio abruzzese e al mare e, nelle giornate di cielo sereno, le isole Tremiti (a circa 90 km di distanza). Tra le campagne è facile trovare masserie e capanne, chiaro richiamo all'anima contadina del paese. Inoltre, a pochissimi km è presente il tratturo Celano-Foggia, che unisce i pascoli estivi in Abruzzo a quelli invernali in Puglia, importantissima via antica per i pastori. Il territorio di Castelbottaccio si snoda dalla valle del Biferno fino a raggiungere le colline soprastanti il paese, con un dislivello di circa 700 metri. Il paesaggio castelbottaccese è dominato da colture cerealicole, anima dell'economia agraria insieme alla presenza di diversi oliveti nonché boschi di latifoglie, in particolare querce.

### Clima
Castelbottaccio presenta un clima temperato mediterraneo con un'estate tiepida e un inverno relativamente rigido. Durante il periodo estivo le temperature possono superare i 30 °C, mentre in inverno possono raggiungere i 0 °C. D'inverno, inoltre, non sono rare le nevicate, talora anche consistenti. La temperatura media annuale è compresa tra i 12 e 14 °C. La piovosità si attesta fra 700 e 1200 mm annui e la frequenza delle piogge è fra i 60 e gli 80 giorni l'anno.

## Origini del nome
Il nome originario del paese — così come testimoniato da un documento dell’anno 1148 — è “Calcabuttaccio” (roccia contornata da un bottaccio, ossia da un fossato pieno d’acqua), chiamato dal Galanti “Calcabuzca” (1780).
Si cominciò a scrivere “Castelbottaccio” a partire da un documento del febbraio 1767.

## Storia
Il paese fu fondato dai Normanni nell'XI secolo, con torri e cinta muraria. Anche le prime chiese (tra cui la principale, Santa Maria delle Grazie) erano normanne.
Il centro si modificò in epoca rinascimentale e barocca, con la trasformazione del castello in palazzo signorile. Nel 1691 le mura e le torri normanne erano ancora in piedi, come scritto in una relazione di Antonio Galluccio, estimatore vissuto verso la fine del 600.
In epoca normanna Castelbottaccio faceva parte della Contea di Molise. Nel 1132 ne era signore Malfrido (o Manfredo) Marchisio, nel 1148 il figlio Ugone e nel 1178 Ragone Marchisio. È da notare che Marchisio non esprime altro che “signore della Marca”: non vale “marchese”, e tanto meno è cognome famigliare.
Castelbottaccio, nell’epoca sveva e gran parte dell’angioina, seguitò ad essere feudo della casa comitale di Molise. Nel 1309 era in vita un Raone Marchisio, signore di Castelbottaccio e di Lucito, come riporta l’Aldimari.

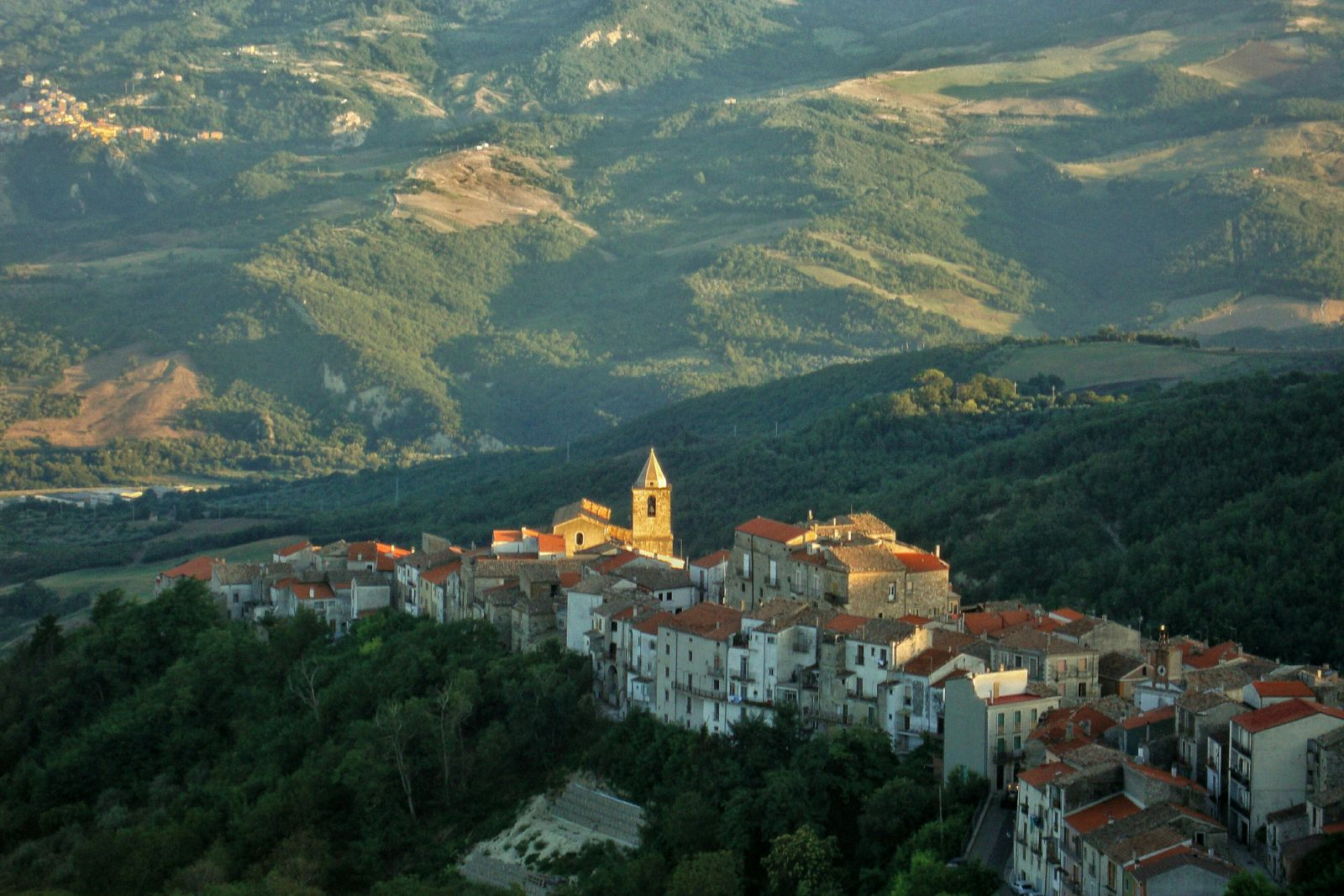
Veduta di Castelbottaccio dalle colline soprastanti, è possibile notare la chiesa di Santa Maria delle Grazie, con il campanile, e il palazzo baronale

All’esordio del regno di Roberto d'Angiò il feudo era tenuto dalla famiglia di Sangro, la quale ne fu signora sino al 1465, allorché per fellonia verso Ferrante I d’Aragona ne venne privata. La famiglia di Sangro vanta origini anteriore al mille, essendo indigena della vallata del Sangro e diramazione della casata longobarda dei Conte dei Marsi. Castelbottaccio, devoluta al demanio, fu data in feudo nel 1477 a Luigi Gesualdo conte di Conza. La prosapia nobilissima dei Gesualdo, derivante da prole di re normanno, ripeteva il cognome dal castello di Gesualdo (in Irpinia) che fu il suo primo feudo.
Con diploma del 10 maggio 1498 essa fu data in feudo al Gran Capitano. Richiamato in Spagna nel 1507, tutti i feudi in suo possesso vennero incamerati dal Regio Fisco ed esposti in vendita.
Castelbottaccio restò aggiudicata ad un cavaliere dei Sangro, del quale ignoriamo il nome battesimale, come ignoriamo la successione feudale nella famiglia a tutto il 1560.
Sappiamo invece con precisione che nel 1560 trovandosi eredi del feudo Vittoria e Lucrezia di Sangro (ambedue monache professe nel monastero della Croce di Lucca di Napoli), figliole di Adriana Tomacello, queste fecero donazione del feudo a costei.
Adriana Tomacello passò a seconde nozze con Alfonso Piscicelli, e morì verso il 1569. Da Adriana ed Alfonso nacque Gianfrancesco che, quale erede della madre, stabilì la signoria dei Piscicelli in Castelbottaccio, con inizio dal 1569. La famiglia Piscicelli, fra le più antiche del Reame, era ascritta al patriziato nel Seggio di Capuana, ed era assunta all’ordine di Malta fin dal 1402. Gianfrancesco Piscicelli — nipote «ex filio» dell’omonimo — morì nel 1646, ed ebbe ad erede il germano Berardino (nominato dal Capecelatro nel suo Diario): il quale fu l’ultimo titolare della stirpe. Il feudo, allora, ad istanza dei creditori di lui, venne messo all’asta dalla Regia Corte, e rimase aggiudicato nel 1655 a Giambattista Ferri e la sua discendenza tennero Castelbottaccio in feudo sino ai primordi del secolo XVIII, e cioè per oltre mezzo secolo, e lo venderono poscia ai Cardone. Domenico Cardone, oriundo di Atessa, utilista di Archi e Fara in Abruzzo, teneva intestata Castelbottaccio nel 1725, ma probabilmente ne era titolare da assai tempo prima. Non è da confondere questa famiglia Cardone, indigena, con la famiglia Cardona dell’antico patriziato catalano, venuta nel Reame con Alfonso I d’Aragona illustrata dal valore e dalla lama di Raimondo di Cardona.
Furono successori a Domenico:
a) Nicola, titolare certamente dal 1731: il quale ebbe due figli, Francesco e Vincenzo. Morì nel 1740.
b) Francesco, nato il 22 novembre 1735: il quale in età di 46 anni sposò — nel 1781 — donna Olimpia Frangipane figlia del duca di Mirabello, la quale contava 20 anni essendo nata il 16 luglio 1761.

### Simboli
Lo stemma del comune è stato riconosciuto con decreto del capo del governo del 26 gennaio 1930 e raffigura una botte in campo d'argento, lo scudo è sormontato dalla corona turrita da Comune.
Il gonfalone, concesso con regio decreto del 27 giugno 1929, è un drappo di azzurro.

## Monumenti e luoghi d'interesse

### Architetture religiose

#### Chiesa Madre di Santa Maria delle Grazie
Si tratta della chiesa più importante del paese, a pochi passi dal palazzo baronale. La chiesa appartiene al X secolo ed è a tre navate. A dispetto delle sue origini normanne, attualmente, dopo una serie di importanti restauri, tutto il corpo è di matrice barocca. Lungo le due navate laterali sono presenti cellette dove troviamo diverse statue. Al termine della navata di sinistra si trova un'imponente cancellata in ferro battuto. È presente un imponente campanile a pianta quadrata, dove si trovano alloggiate 4 campane. La chiesa conserva le tre importanti statue di Santa Lucia (anno 1841 – scultura lignea di Crescenzo Ranallo di Oratino), della Vergine delle Grazie (anno 1694 – scultura lignea di Giacomo Colombo) e di San Giuseppe (anno 1780 – scultura lignea di Silverio Giovannitti di Oratino).

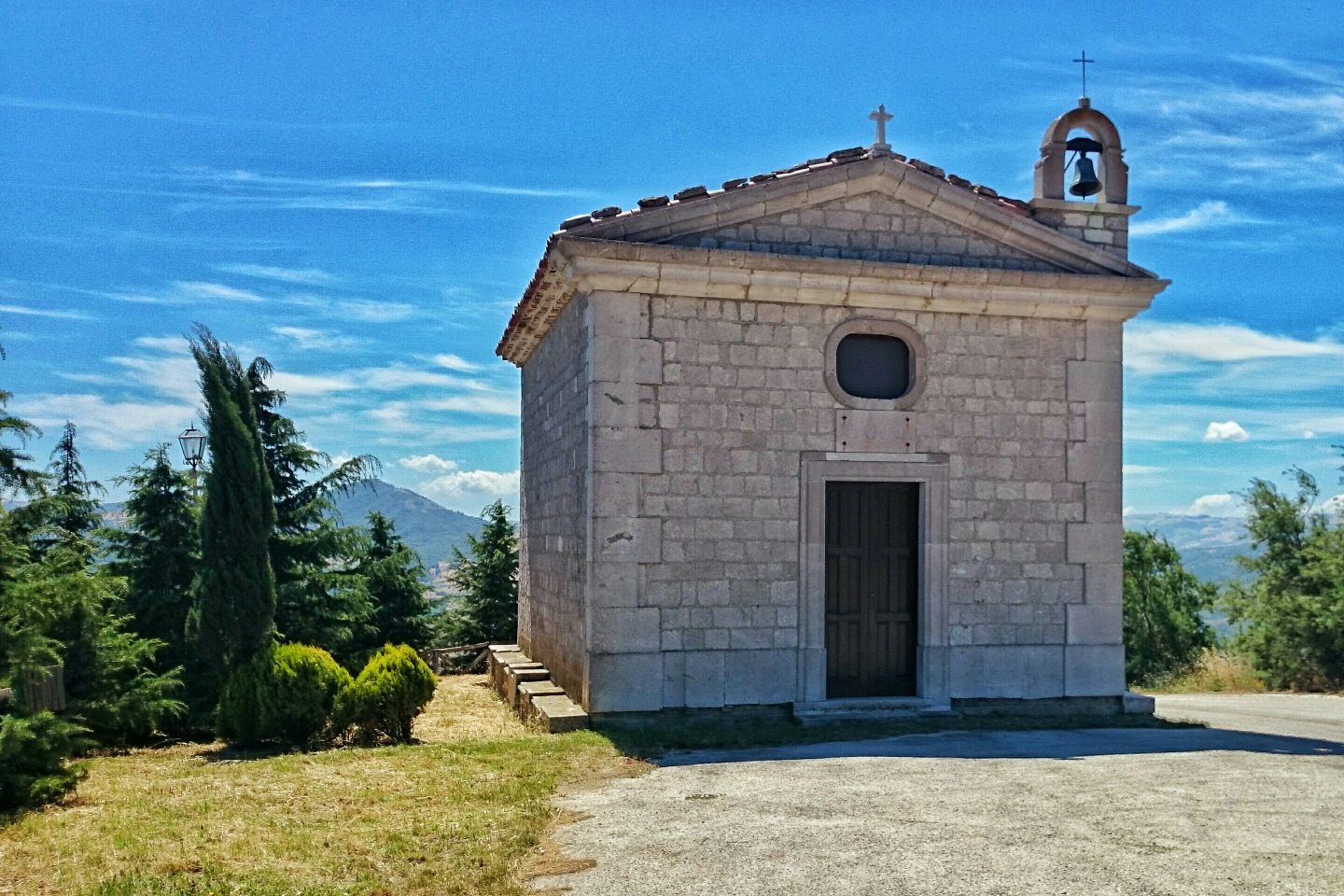
Cappella di San Oto

#### Cappella di San Oto
Si trova fuori dal paese, costruita nel 1899. A navata unica, la chiesa è in pietra bianca con facciata semplice decorata da oblò e sormontata da un campanile a vela. Dedicata a san Oto patrono del borgo, durante la ricorrenza della solennità i fedeli vi si recano per celebrare una messa in onore del santo.

#### Chiesa di Santa Giusta
Risalente al Cinquecento, venne edificata a circa 2 km dal paese in onore di santa Giusta da Siviglia, ora è adibita ad area spirituale. Si trova a circa 650 metri sul livello del mare, su una collina estesa per circa 3 ettari e immersa nel verde, circondata da campi coltivati. A pochi passi dalla cappella è presente un'area picnic dotata di tavoli e sedute.

Da qui ha inizio una suggestiva fiaccolata che conduce la statua della santa fino alla chiesa di Santa Maria delle Grazie

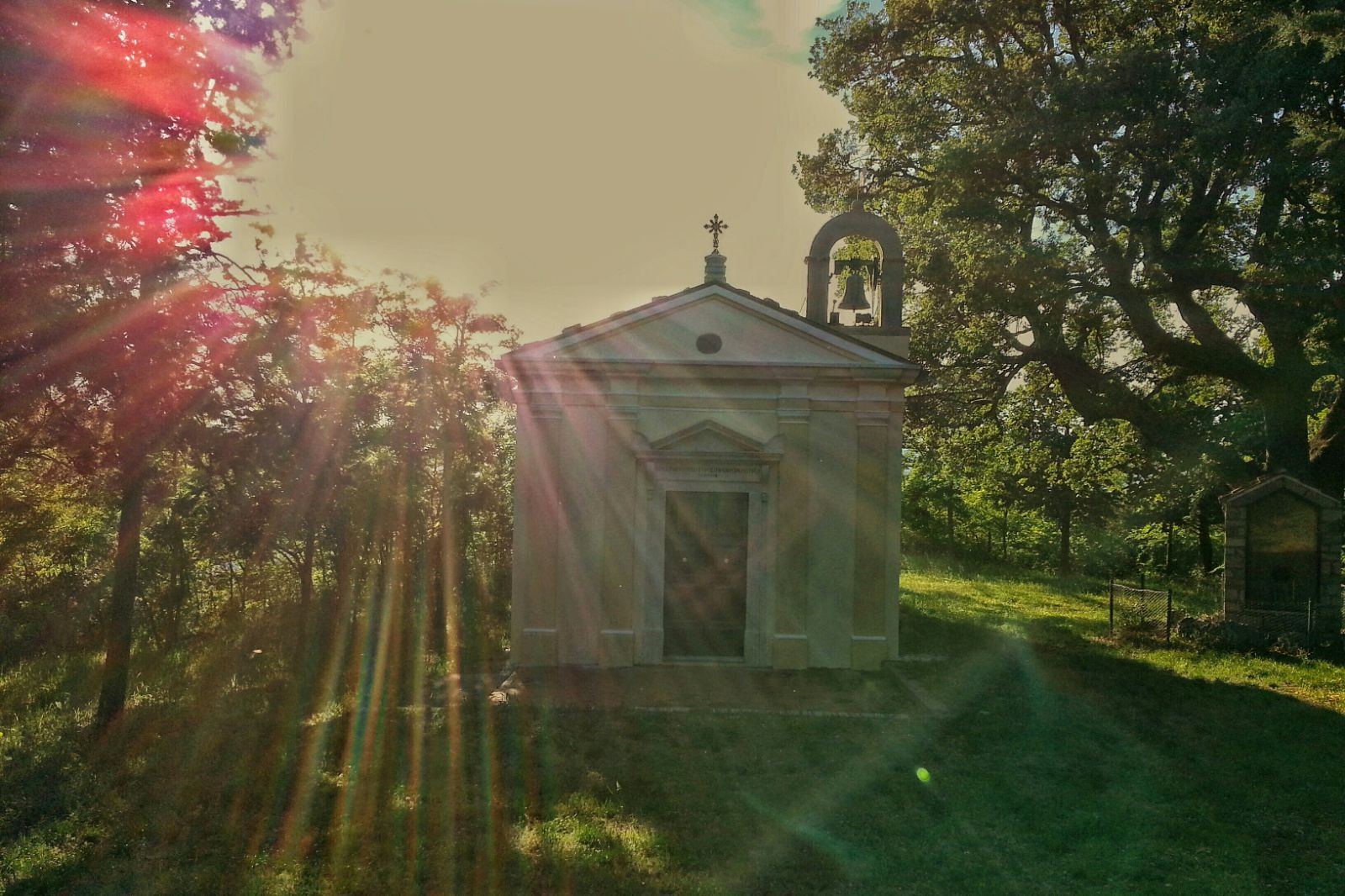
Cappella di Santa Giusta

#### Chiesa di San Rocco
Al centro del paese, adiacente alla piazza della Vittoria, troviamo la chiesa intitolata a san Rocco (1205). Interessata durante gli anni da diversi importanti lavori di ristrutturazione, è stata oggetto di studi da parte del noto architetto e storico molisano Franco Valente, pubblicati in un articolo. In particolare, si sofferma su una lapide incastonata su un lato della chiesa, con incisa una scritta in latino che richiamerebbe ad un'altra lapide, presente in una chiesa consacrata nei medesimi anni a Firenze e di origine templare. Questo fa ipotizzare una possibile origine templare della chiesa presente a Castelbottaccio. Inoltre, sulla facciata principale, sulla sinistra e destra del portone, ci sono le iscrizioni recanti i nomi dei morti durante le due guerre mondiali. Al centro, si trova un rosone con una vetrata raffigurante san Rocco.

#### Croce stazionaria
Di origine incerta, data la sua natura risultante dall'assemblaggio di diverse componenti di varia provenienza. Si pensa sia di epoca normanna, o almeno alcune delle sue parti. Anch'essa è stata oggetto di studi e di un articolo da parte del noto architetto e storico molisano Franco Valente

### Architetture civili

#### Palazzo baronale

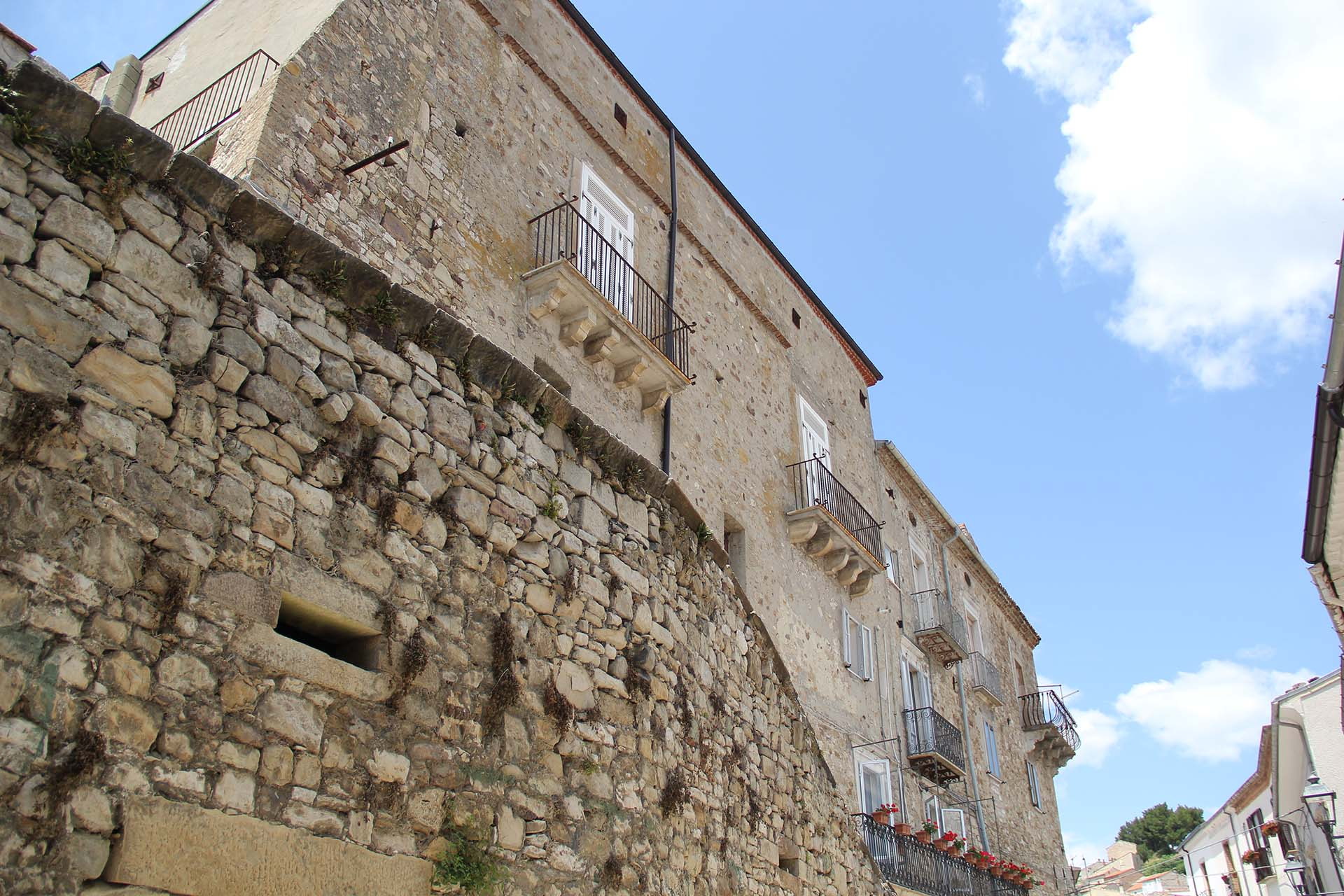
Il palazzo baronale dei Cardone

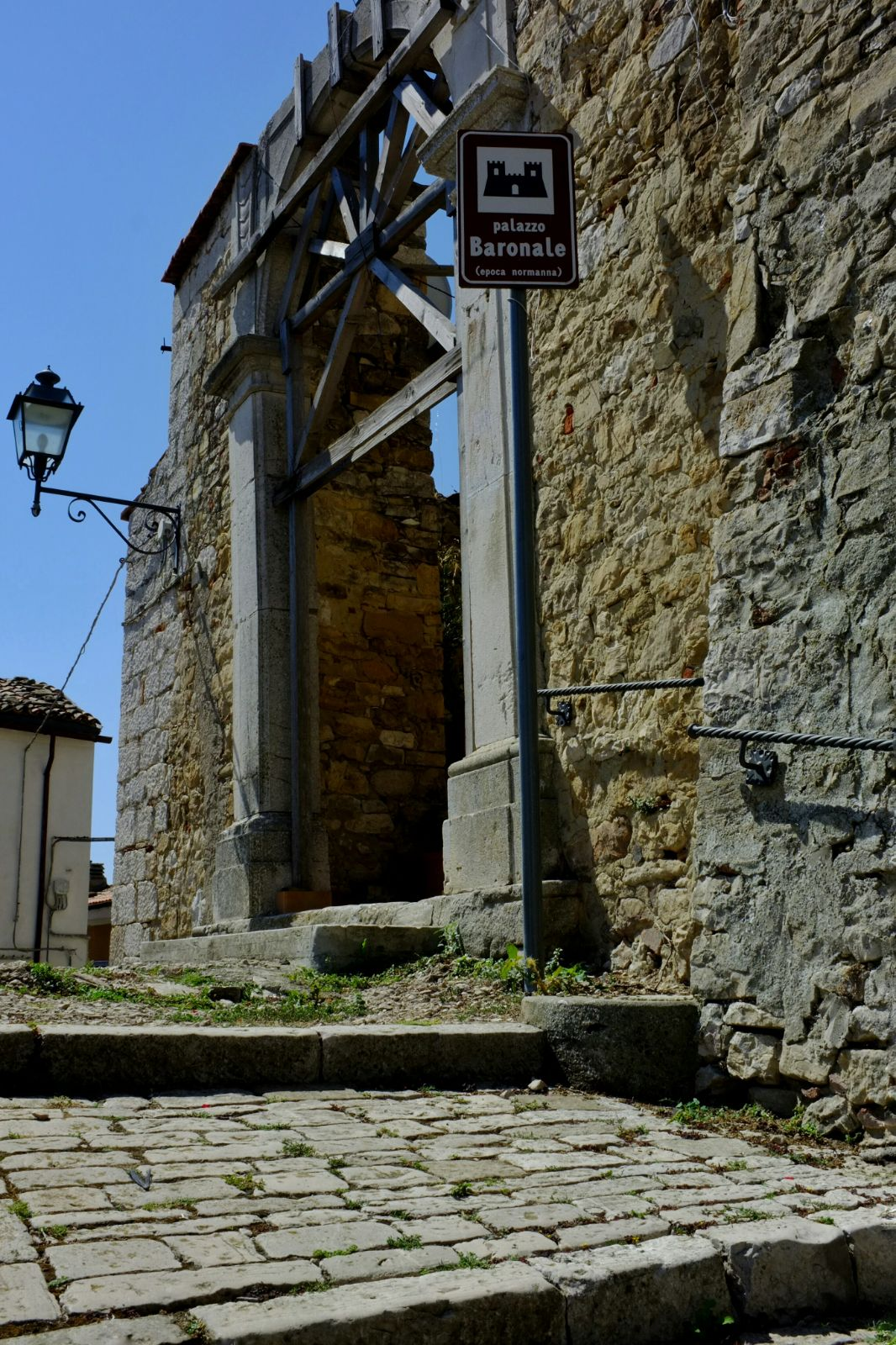
L'ingresso del palazzo

La struttura originaria risale probabilmente all’epoca normanna, in quanto il castello viene menzionato per la prima volta nel Catalogus baronum. La struttura attuale è tuttavia il risultato di vasti lavori che ne hanno modificato l'aspetto in epoca rinascimentale, con il passaggio da castello a palazzo signorile. Una facciata del palazzo baronale dà su via Vittorio Emanuele, con una caratteristica scalinata in pietra, che conduce all’ingresso principale, sormontato da un portale lavorato in pietra, che reca un pregevole fregio. All’inizio della scalinata vi erano due bellissimi molossi in pietra (“corsi”), venduti a famiglie del posto, che li custodiscono ancora nelle proprie case. Al piano terra vi sono i locali una volta utilizzati dalla servitù. Sul lato opposto vi era un’entrata segreta, che conduceva alle prigioni, e all’occorrenza serviva come scappatoia in caso di attacchi. Intorno al palazzo vi era un giardino circondato da mura, fossato per le acque e ponte levatoio. Il palazzo è a struttura rettangolare, con il tetto trasformato e ridotto rispetto alle forme originali. Si notano ancora i bastioni del vecchio castello e un portale antico, che si è conservato nella architrave rinascimentale.
Appartenne in età moderna alla famiglia vastese dei Cardone, feudatari di Castelbottaccio dal 1696 sino all'eversione della feudalità. La consorte del barone Francesco Cardone (1735-1810), donna Olimpia Frangipane (1761-1830), è ricordata per aver costituito nel palazzo un significativo circolo culturale di orientamento giacobino dove si incontrava il meglio degli intellettuali molisani. Tra questi troviamo Vincenzo Cuoco, giurista e scrittore originario di Civitacampomarano, oltre a Domenico De Gennaro, Giuseppe e Vincenzo Sanchez, Costantino Lemaître, Scipione Vincelli, Carlo Marcello Pepe (padre di Gabriele Pepe), Domenico Tata, Andrea Valiante, Giovanni Belpulsi. Le attività del circolo vennero interrotte in seguito all'arresto, avvenuto nell'aprile del 1795, di Andrea Coppola, duca di Canzano, in seguito ad una denuncia anonima, probabilmente fatta alle autorità da Costantino Lemaître.
Il palazzo, di proprietà privata, è noto anche con il nome di palazzo Niro-Giovannelli.

#### Piazza della Vittoria
Inizialmente nota come piazza del municipio, viene così denominata nel 1965, è il centro sociale del paese. Adiacente alla chiesa di San Rocco. Al centro della piazza è presente una fontana che ritrae il simbolo del paese, una botte sormontata dalle mura della 'civitas'. Nel corso degli anni sono stati svolti lavori di modifica all'originale conformazione della piazza, che ora si presenta come in foto.

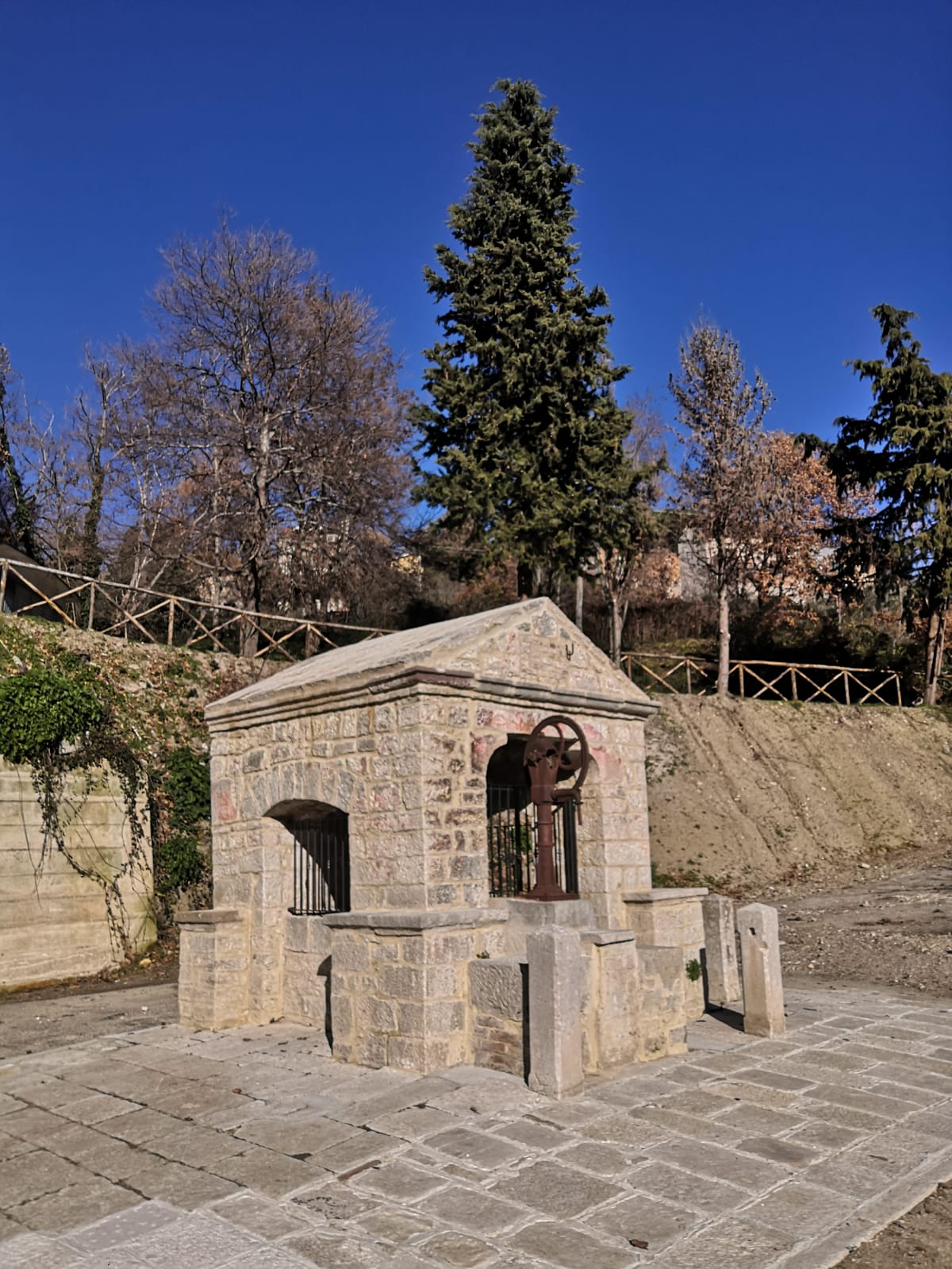
Pozzo della Terra

#### Morgia Corvara
La Morgia Corvara è un enorme spuntone di roccia calcarea affiorante sul lato sinistro della strada lungo la direttrice per Lupara, a poche centinaia di metri dal centro abitato.

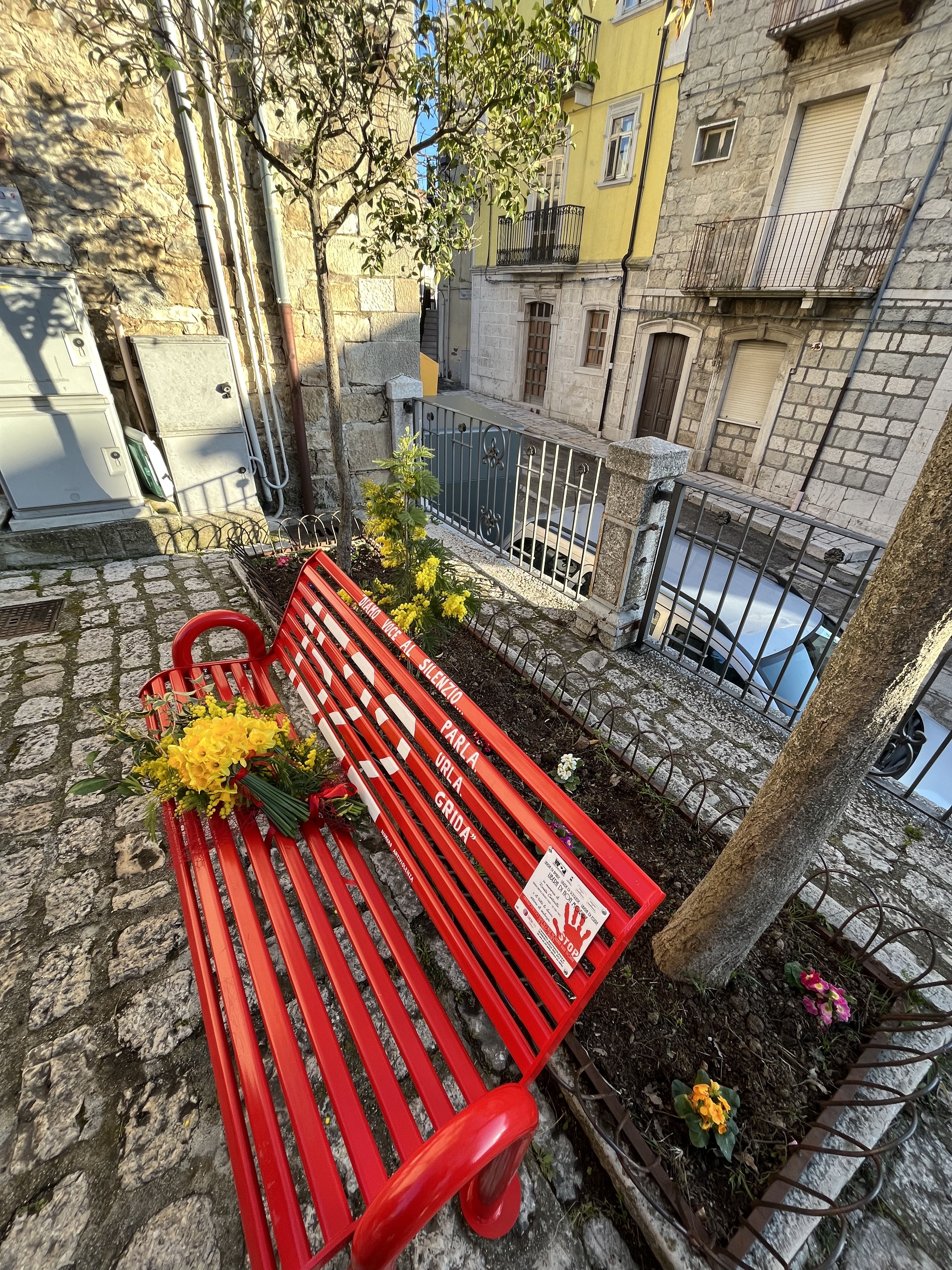
Panchina rossa, simbolo della lotta alla violenza sulle donne

#### Portali in pietra
Lungo le strade del paese possiamo ammirare vari portali in pietra realizzati, prevalentemente da artigiani locali, per abbellire gli ingressi di alcuni edifici del paese. Se ne riporta una particolare presenza in corso Umberto I°, via Vittorio Emanuele III, via XXIV Maggio, piazza della Vittoria.

#### Vecchie fonti
Sparse per il territorio del paese si trovano diverse fonti, anticamente usate dalla popolazione per abbeverare gli animali e per prendere l'acqua per uso domestico. Di recente sono state in gran parte restaurate.

#### Panchina rossa
La panchina rossa, colore del sangue, è il simbolo del posto occupato da una donna che non c'è più, portata via dalla violenza. Posizionata in piazza della Vittoria, questa panchina rossa è stata dedicata, in particolare, a Renata Continillo, cittadina di Castelbottaccio vittima di femminicidio.

## Società

### Evoluzione demografica
Abitanti censiti

### Religione
La parrocchia di Castelbottaccio fa parte della diocesi di Termoli-Larino.

### Tradizioni e folclore
5 gennaio: canto della Pasquetta
19 marzo: festa di San Giuseppe, la popolazione del paese si riunisce per mangiare insieme, con tre persone che si occupano della ricreazione della "Sacra Famiglia". Si consumano pietanze tradizionali e dolci caratteristici.
25 giugno: si ricorda la caduta di un fulmine (25 giugno 1888) che divelse parte del torace e due dita del bambino della statua della Vergine delle Grazie.
30 luglio: solennità della Madonna delle Grazie.
31 luglio: San Oto (festa patronale).
22-23 agosto: solennità di Santa Giusta, con messa nella cappella rurale e successiva fiaccolata verso il paese.
25 novembre: Santa Caterina con fiera per le vie del paese.

## Cultura

### Circolo neo illuminista 'Donna Olimpia Frangipane'[8]

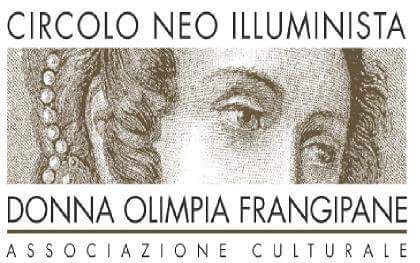
L'emblema del circolo

Circolo ispirato alla figura della baronessa Olimpia Frangipane Ricciardi. Donna colta, intelligente e affascinante, nel palazzo baronale di Castelbottaccio radunò attorno a sé i giovani intellettuali locali, creando un vero e proprio circolo dedito alla diffusione di sapienza e culla del giacobinismo molisano.
La più importante funzione del circolo risiede nella diffusione della cultura mediante convegni, assemblee, proiezioni e mostre. Molto rinomato è l'annuale concorso letterario, che vede ogni anno un seguito sempre maggiore ed una risalto crescente sia a livello locale che extraregionale. Altra festa importante, oggi interrotta, è stata il 'Giorno DiVino', un tour enogastronomico e culturale che si snodava per le strade del centro storico. L'evento, ricadente nella prima metà di agosto, richiamava ogni anno diverse centinaia di persone. Inoltre, ogni anno pubblica un calendario riguardante un tema inerente alla vita del paese (giochi, gastronomia, paesaggi).

### Cucina
Il comune di Castelbottaccio si caratterizza per alcune tipicità legate all'antica cultura contadina. Notevole era la produzione di salumi, ottenuti seguendo procedure tradizionali, e tipica era anche la produzione casearia ricavata da latte ovo-caprino. Significativo è poi l'impiego di legumi cotti in particolari pentole di terracotta, le "pignate", mentre l'olio viene ottenuto dalla spremitura di olive appena colte. Tipici del territorio sono alcuni tagli di pasta casereccia, come i cavatelli e i fusilli, e i taralli dolci e anche ripieni.

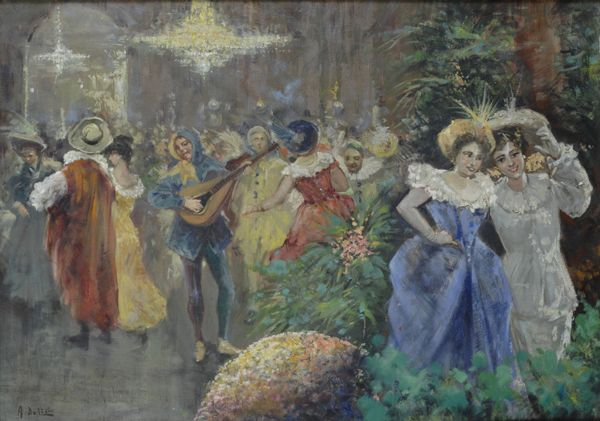
Arnaldo De Lisio 'Festa in maschera'

### Arte
Arnaldo De Lisio, celebre pittore denominato "maestro del colore", nacque a Castelbottaccio nel 1869. Nel 1883 si trasferì a Napoli, dove si affermò come uno dei più talentuosi pittori della Scuola di Posillipo  e divenne noto soprattutto come ritrattista e decoratore. Notevole influenza su di lui ebbero i frequenti soggiorni parigini, dove entrò a contatto con esponenti dell'impressionismo e della École de Paris. Durante gli anni della seconda guerra mondiale soggiornò a Castelbottaccio, morì a Napoli nel 1949.

## Economia

### Agricoltura
Le attività agro-pastorali hanno costituito da sempre la base dell'economia locale. Il settore zootecnico (allevamenti ovini, caprini e suini), ora quasi totalmente abbandonato, ebbe notevoli impulsi grazie all'ubicazione del borgo lungo un'antica via della transumanza, il tratturo Celano-Foggia. Castelbottaccio si trova esattamente a metà percorso tra i pascoli estivi in Abruzzo e quelli invernali in Puglia e le numerose fonti d'acqua presenti sul territorio lo rendevano ideale come area di stazionamento.
La prevalenza dell'agricoltura si basa sul settore cerealicolo, sebbene vi sia una notevole presenza di uliveti.

### Artigianato
Sul territorio è presente una falegnameria che si occupa della realizzazione di infissi e opere in legno e una bottega che si occupa di infissi e serramenti in alluminio. Nel paese erano presenti botteghe di artigiani che si occupavano della lavorazione del marmo; alcuni dei portali frutto di quel lavoro sono tuttora visibili lungo le strade del borgo.

### Servizi
Nonostante l'esiguità della popolazione residente, nel comune sono fruibili i servizi essenziali (fra cui una farmacia) e alcuni pubblici esercizi.
Di notevole rilievo è poi la residenza protetta per anziani Arnaldo De Lisio. Gestita da 'Etika Cooperativa Sociale', la casa di riposo offre assistenza geriatrica qualificata in regime residenziale.

### Turismo
Sul territorio vi sono due agriturismi, entrambi a conduzione familiare e che propongono specialità locali.
In località Santa Giusta è presente un'area picnic attrezzata con tavolini e sedute, nei pressi dell'omonima cappella e dell'area spirituale, a breve distanza dal paese.

## Infrastrutture e trasporti
La strada statale 647 "Bifernina" lambisce il territorio comunale consentendo i collegamenti con il resto della regione. Il centro abitato di Castelbottaccio è raggiungibile tramite una strada interpoderale lunga circa 4 km.

## Amministrazione
Di seguito è presentata una tabella relativa alle amministrazioni che si sono succedute nel comune:
| Periodo         | Periodo         | Primo cittadino    | Partito                                  | Carica  | Note   |
| --------------- | --------------- | ------------------ | ---------------------------------------- | ------- | ------ |
| 1º luglio 1986  | 27 maggio 1991  | Mario De Rosa      | Democrazia Cristiana                     | Sindaco | [ 17 ] |
| 27 maggio 1991  | 10 giugno 1996  | Francesco Sforza   | Democrazia Cristiana                     | Sindaco | [ 17 ] |
| 10 giugno 1996  | 17 aprile 2000  | Amerigo Niro       | Partito Democratico della Sinistra       | Sindaco | [ 17 ] |
| 16 aprile 2000  | 5 aprile 2005   | Amerigo Niro       | lista civica                             | Sindaco | [ 17 ] |
| 28 maggio 2007  | 7 maggio 2012   | Michele De Renzis  | lista civica Insieme per Castelbottaccio | Sindaco | [ 17 ] |
| 7 maggio 2012   | 12 giugno 2017  | Francesco De Lisio | lista civica Spazio Aperto               | Sindaco | [ 17 ] |
| 12 giugno 2017  | 27 giugno 2022  | Nicola Marrone     | lista civica Castelbottaccio Futuro      | Sindaco | [ 17 ] |
| 27 giugno 2022  | 11 gennaio 2023 | Nicola Marrone     | lista civica Progetto Castelbottaccio    | Sindaco | [ 17 ] |
| 11 gennaio 2023 | in carica       | Mario Disertore    | lista civica Uniti per Castelbottaccio   | Sindaco | [ 17 ] |

In data 11 gennaio 2023 il TAR Molise, con propria sentenza ed in seguito al ricorso elettorale presentato dalla lista del candidato sindaco Mario Disertore, dichiara l'annullamento del turno di ballottaggio avvenuto in data 26 giugno 2022, a seguito del pareggio intercorso nella prima tornata elettorale, e decreta la vittoria della suddetta lista.

## Sport
Nel paese sono presenti gli impianti polisportivi 'Enrico Buccella', comprendenti un campo da calcetto in cemento, idoneo anche per il tennis, e un campo da basket in cemento. In seguito a lavori di restauro è stato aggiunto un campo da bocce.